# دبی بیزنس
دبی بیزنس (به انگلیسی: DXB Business) ماهنامه‌ای اماراتی است، که در سرتاسر جهان عرب منتشر می‌شود. زمینه تخصصی این ماهنامه اقتصاد ایالات متحده آمریکا وکشورهای خلیج فارس، علی‌الخصوص امارات متحده عربی است. این مجله در سال ۲۰۱۱ میلادی توسط اندیشمند وکنشگر سیاسی امارات، سلطان الجسمی تأسیس شد.

## تاریخچه
ایده تأسیس ماهنامه دبی‌بیزنس در سال ۲۰۱۱ میلادی و پس از انتشار شایعاتی مبنی براینکه کشور امارات عربی متحده وبویژه امیرنشین دبی در آینده نزدیک دچار بحران مالی شدیدی خواهد شد، شکل گرفته وتوسط سلطان الجسمی، همزمان با ۴۰امین سالگرد تأسیس آن کشور، به اجرا درآمد.